# Henri Konan
Henri Konan   (Abidjan, 1937 - Abidjan, 28 de març de 2009) fou un futbolista ivorià de la dècada de 1960.
Fou internacional amb la selecció de futbol de Costa d'Ivori. Pel que fa a clubs, destacà a Stade d'Abidjan.